# Frederick Augustus Woodard
Pour les articles homonymes, voir Woodard.
Frederick Augustus Woodard [ˈwʊdɑːrd]  (12 février 1854 - 8 mai 1915) était un membre démocrate de la Chambre des représentants des États-Unis pour la Caroline du Nord entre 1893 et 1897.
Né près de Wilson, en Caroline du Nord, Woodard suivit des études dans un collège privé où il étudia le droit. Il fut admis à devenir avocat en 1873 et exerça à Wilson.
Il se lança dans les affaires en devenant le vice-président de la First National Bank de Wilson, et fut élu sénateur démocrate en 1892. Il ne fut pas réélu en 1896 face au républicain noir George Henry White et mourut à Wilson en 1915.